# Longxu
Longxu léase Long-Si (en chino, 龙圩区; pinyin, Lóngxū  qū) es un distrito urbano bajo la administración directa de la Prefectura Wuzhou en la Región autónoma de Guangxi, República Popular China. Su área es de 971 km² y su población total para
2020 fue cerca a los 300 mil habitantes.

## Administración
El distrito de Longxu se divide en 4 pueblos que se administran en poblados.

## Toponimia e historia
Durante la dinastía Liang (502-557), se estableció aquí originalmente el condado Suicheng (遂城县 "ciudad de éxito"), en el año 599 la dinastía Sui re-nombró el condado a Rongcheng (戎成县 "hecho de armas") debido a las tierras para las tropas de guarnición, y durante la dinastía Tang, se cambió a Rongcheng (戎城县 "ciudad de armas") . 
En el año 1071 la dinastía Song degradó el condado a pueblo, y durante la dinastía Qing, pasó a llamarse Rongxu (戎墟镇 "cementerio de armas"). 
En 1950 se cambió a Longxu, esto debido a que el sinograma (戎 rong) para el habla de los chinos es muy cercana a long (龙 dragón), el dragón simboliza la prosperidad, la fortuna y la buena suerte. Para el sonido "xu" igualmente fue cambiado, el carácter 圩 por lo general se lee "wei" y se refiere al terraplén impermeable que rodea las zonas bajas de los ríos Yangtze y Huaihe, pero cuando se lee "xu" se refiere a los mercados del sur de China.